# 帥呆了！
《帥呆了！》（羅馬化：Mecha-Mecha Iketeru），通常简称「Mecha-Ike」，是日本富士电视台一档综艺节目，由NINETY-NINE主持。於1996年10月19日起每星期六19:57 - 20:54（日本标准时间）播出，至2018年3月31日播出最後一集5小时特别节目。節目全名為。

## 参演人员

### 主持
- NINETY-NINE（冈村隆史、矢部浩之）

### 固定班底
通稱「御台場Z會」（御台場Z會）。下列為節目結束時之成員。
- 好孩子（滨口优、有野晋哉）
- 極樂蜻蜓（日语：極楽とんぼ）（加藤浩次、山本圭壹（日语：山本圭壱））
- 雛形明子
- 鈴木紗理奈
- 綠洲二人組（日语：オアシズ）（光浦靖子、大久保佳代子）
- 武田真治（日语：武田真治）
- JARU JARU（日语：ジャルジャル）（後藤淳平、福德秀介）
- 蒲公英（日语：たんぽぽ (お笑いコンビ)）（川村惠美子（日语：川村エミコ）、白鳥久美子（日语：白鳥久美子））
- 敦士（日语：敦士）
- 重盛里美（日语：重盛さと美）

## 制作人员
- 企划统括：片冈飞鸟
- 总导演：户渡和孝
- 制片人：中岛优一
- 监制：明松功、近藤真广、北村要、松本泰治、当麻晋三、内山真吾、日置佑贵
- 制作：富士电视台